# NGC 3698
NGC 3698 (NGC 3695) je prečkasta spiralna galaktika u zviježđu Velikom medvjedu. Naknadno je utvrđeno da je NGC 3695 ista galaktika.

## Vanjske poveznice
- (eng.) SEDS: NGC 3698
- (eng.) Revidirani Novi opći katalog
- (eng.) Izvangalaktička baza podataka NASA-e i IPAC-a
- (eng.) Astronomska baza podataka SIMBAD
- (eng.) VizieR